# Johan Adolf Bladin
Johan Adolf Bladin, född 23 oktober 1856 i Bladåkers socken, död 21 juni 1902, var en svensk kemist.
Bladin var son till bruksinspektoren Lars Adolf Bladin. Han genomgick Uppsala högre allmänna läroverk och avlade mogenhetsexamen där 1876, var på han blev student vid Uppsala universitet, filosofie kandidat 1882, filosofie licentiat 1888 och filosofie doktor 1889. Han vistades som innehavare av riksstatens mindre resestipendium 1894 i Tyskland för kemiska studier, främst i Berlin. 1885-1886 och 1889-1897 var han amanuens vid institutionen för allmän och analytisk kemi, blev docent i kemi i Uppsala 1888. Från 1900 var han laborator vid Lunds universitet.
Bladin gjorde sig främst känd genom upptäckter av triazol- och tetrazolföreningar och de undersökningar av ämnena han sedan företog.